# George Harrison (sportiv)
George Harrison (n. 9 aprilie 1939, Berkeley, California, SUA – d. 3 octombrie 2011) a fost un înotător american, medaliat olimpic. A participat la o ediție a Jocurilor Olimpice (1960) în care a câștigat două medalii de aur.